# Theatrum Orbis Terrarum

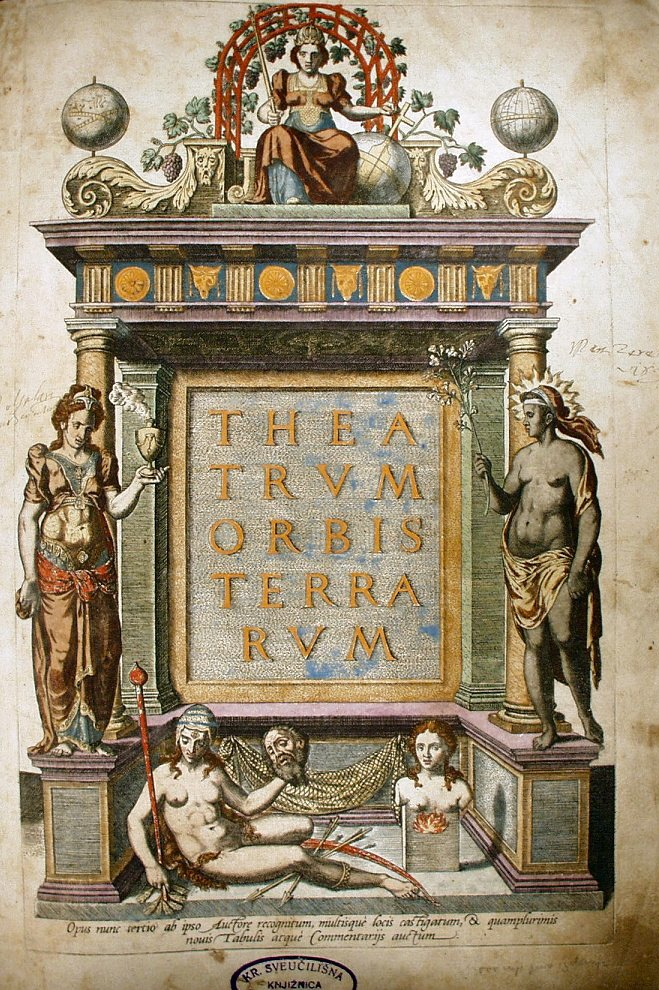
Frontispiz des Theatrum Orbis Terrarum, 1571

Theatrum Orbis Terrarum (auch Ortelius-Atlas) gilt als der erste moderne und auch erste kommerziell erfolgreiche Atlas.

## Der Atlas

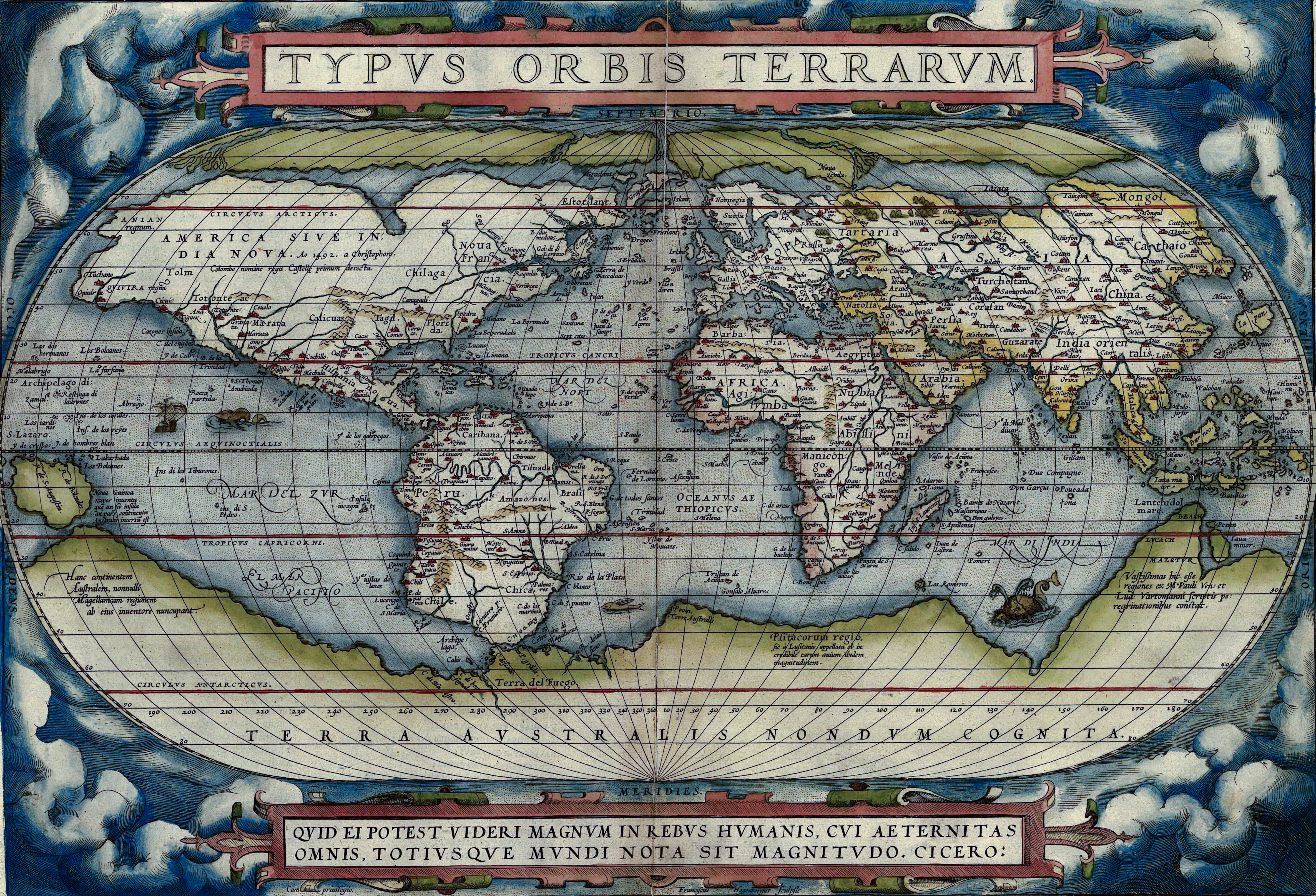
Typus Orbis Terrarum, Weltkarte von 1570

Der von Abraham Ortelius veröffentlichte und von Gillis Hooftman, einem Antwerpener Bankier und Reeder, finanzierte Atlas wurde erstmals am 20. Mai 1570 in Antwerpen von Christoffel Plantijn gedruckt und besteht aus einer Sammlung von Kartenblättern, die durch einen in Buchform gebundenen Text vervollständigt werden.
Nach der Ersterscheinung des Theatrum Orbis Terrarum hat Ortelius den Atlas in regelmäßigen Zeitabständen überarbeitet und erweitert und ihn in verschiedenen Formaten mehrfach bis zu seinem Tode im Jahre 1598 neu herausgegeben.
Der Umfang des Atlas wuchs hierdurch und durch spätere Überarbeitungen von ursprünglich 70 Karten und 87 bibliografischen Referenzen in der 1612 erschienenen 31. Auflage auf 167 Karten und 183 Referenzen.
Der Ortelius-Atlas wird als eine Zusammenfassung des kartografischen Wissens des 16. Jahrhunderts angesehen. Der Atlas war schon zu seiner Zeit sehr begehrt, allein im Erscheinungsjahr wurden vier Auflagen gedruckt.
Viele der im Atlas enthaltenen Karten basieren auf Quellen, die entweder nicht mehr existieren oder die sehr selten sind. Ortelius hat dem Atlas ein einmaliges Quellenverzeichnis mit den Namen der zeitgenössischen Kartografen angehängt.
In der letzten Ausgabe von 1624 findet sich auch eine Reproduktion der Tabula Peutingeriana im Anhang. Diese wurde 1598 erstellt und gilt als die beste ihrer Art (während das Original zwischenzeitlich Schädigungen erlitt).